# 3300 McGlasson
3300 McGlasson (1928 NA) là một tiểu hành tinh vành đai chính được phát hiện ngày 10 tháng 7 năm 1928 bởi H. E. Wood ở Johannesburg (UO).